# Karlsøy
lat_seclon_seclon_minlat_deglon_deglat_min
Karlsøy je občina v administrativni regiji Troms na Norveškem. Ustanovljena je bila 1. januarja 1838 (glej formannskapsdistrikt). Okrožje Ullsfjord je iz Karlsøya prešlo v Lyngen 1. januarja 1867. Helgøy se je od Karlsøya kot samostojna občina odcepil 1. januarja 1886 - vendar je bil ponovno združen z občino Karlsøy 1. januarja 1964. Istočasno je severni del polotoka Lyngen izšel iz občine Karlsøy in postal samostojna občina Lyngen.

## ime
Občina (izvirno župnija) je imenovana po majhnem otoku Karlsøya (staronorveško Karlsøy), odkar je bila tam postavljena prva cerkev. Prvi element je genitiv moškega imena Karl, zadnji pa øy - 'otok'. Do leta 1909 je bilo ime zapisovano kot Karlsø.

## Grb
Grb izvira iz leta 1980. Prikazuje glavo belorepca.

## Gospodarstvo
Karlsøy sodi med najpomembnejše izvoznike slanikov (polenovke) na svetu, poleg Portugalske, Španije in Brazilije na glavnih trgih. Število prebivalcev je popolnoma odvisno od ribarjenja.

## Turistične zanimivosti
Občina Karlsøy ponuja številne zanimivosti: otok Nord-Fugløy, ki je eden najslikovitejših domovanj ptic na Norveškem. Na visoki planoti (600 mnm) rastejo arktične maline. Na otok je mogoče priti le v sezoni nabiranja malin, ko iz Burøysunda organizirane nabiralske ekspedicije.

## Geografija in narava
Občino sestavljajo izključno otoki, med katerimi je največji Ringvassøya (je 6. norveški največji otok). Vanna (Vannøya), Reinøya in Rebbenesøya so ostali pomembni otoki. Otoki Reinøy, Rebbenesøy in Ringvassøy so vsi deljeni med občinama Karlsøy in Tromsø (južni predeli otokov). 
Na Karlsøyu, majhnem otoku, po katerem je imenovana občina, stoji slikovita vasica s cerkvijo iz 19. stoletja. Prebivalci so zanimiva mešanica prvotnih naseljencev, hipijev in norveških muslimanov. Tudi rastlinstvo otoka je zanimivo.